# Angélica (instrumento)
La angélica es un instrumento musical de cuerda pulsada que guarda muchas similitudes con la tiorba y el chitarrone, apareció en el XVII en París y se difundió a finales del XVII y principios del XVIII, actualmente casi no se utiliza. Posee dos clavijeros, uno de ellos sostiene las cuerdas que se colocan sobre el mástil y el otro sirve para sujetar las que van al aire. En total cuenta con entre 16 y 20 cuerdas que son simples, lo que lo distingue del chitarrone, la principal diferencia con la tiorba es la afinación de las diferentes cuerdas. De entre las escasas composiciones dedicadas a estre instrumento, destacan las obras de Michel de Béthune.
No se tiene certeza sobre el origen del nombre, para algunos deriva de la cantante e intérprete de tiorba y laúd Angélique Paulet, muy admirada en la corte de Luis XIII de Francia, otros afirman que procede de la peculiar dulzura del sonido del instrumento que recuerda la música de los ángeles y las armonías celestiales.

Existe un instrumento de teclado que también se llama Angélica y se asemeja a una espineta o clavicordio. Véase Angélica (órgano).